# Герасименко Марина Костянтинівна
Марина Костянтинівна Герасименко (19 квітня 1941, Київ — 24 листопада 2003) — українська радянська актриса, Народна артистка УРСР (з 1985 року).

## Біографія
Народилася 19 квітня 1941 в Києві. У 1964 році закінчила Київський театральний інститут. З тих пір працювала в Київському українському драматичному театрі імені І. Франка.

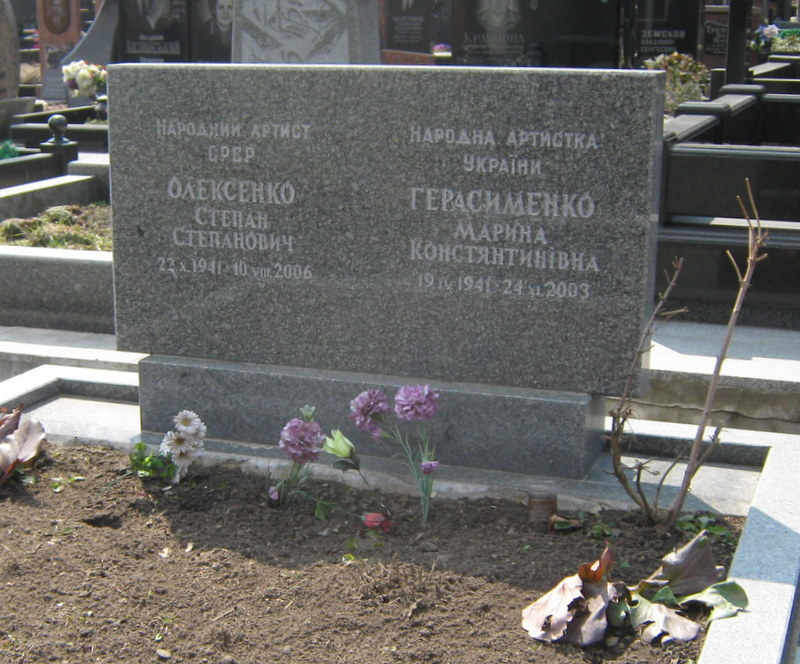
Могила Марини Герасименко

Жила в Києві. Померла після тяжкої хвороби 24 листопада 2003 року. Похована на Байковому кладовищі разом з чоловіком (ділянка № 49а).

### Родина
- Дідусь — композитор, педагог, диригент Михайло Вериківський (1896—1962).
- Мати — мистецтвознавиця, кандидат мистецтвознавства Ірина Вериківська (1921—2011).
- Батько — поет, драматург Кость Герасименко (1907—1942).
- Тітка — піаністка, педагог Олена Вериківська (1932—2004).
- Чоловік — актор, народний артист СРСР Степан Олексенко (1941—2006).
  - Свекор — політичний діяч, один із організаторів партизанського руху в СРСР Степан Олексенко (1904—1976).
  - Донька — акторка Олександра Олексенко.
    - Онук — актор Костянтин Олексенко.

## Деякі ролі
- Ганна («Украдене щастя» Франка);
- Юнона («Енеїда» за Котляревським);
- Ваніна («Житейське море» Карпенка-Карого);
- Зінька («Дві сім'ї» Кропивницького);
- Ісмена («Антігона» Софокла);
- Олена Карпівна («Гріх» Винниченка) та інші.